# Marblehead
Marblehead é uma vila e região censitária do estado estadunidense de Massachusetts. Segundo o censo nacional de 2010, possui uma população de 19 808 habitantes e uma densidade populacional de 390 pessoas por km².

## Geografia
Marblehead encontra-se localizado nas coordenadas 42° 29′ 33″ N, 70° 50′ 08″ O. Segundo o Departamento do Censo dos Estados Unidos, Marblehead tem uma superfície total de 50.74 km², da qual 11.36 km² correspondem a terra firme e (77.61%) 39.38 km² é água.

## Demografia
Segundo o censo de 2010, tinha 19.808 pessoas residindo em Marblehead. A densidade populacional era de 390,4 hab./km². Dos 19.808 habitantes, Marblehead estava composto pelo 96.36% brancos, o 0.76% eram afroamericanos, o 0.11% eram amerindios, o 1.02% eram asiáticos, o 0.01% eram insulares do Pacífico, o 0.58% eram de outras raças e o 1.16% pertenciam a duas ou mais raças. Do total da população o 2.11% eram hispanos ou latinos de qualquer raça.